# Копелиович, Александр Ильич
Александр Ильич Копелиович (12 октября 1944 — 12 февраля 2018) — советский и украинский физик, доктор физико-математических наук, профессор, лауреат Государственной премии Украины.

## Биография
Родился 12 октября 1944 г. в Харькове. Родители — физики Илья Моисеевич Копелиович (1912—1979), доцент Харьковского политехнического института, и Татьяна Израилевна Соколовская (1918—1998), старший научный сотрудник Института монокристаллов.
Окончил Харьковский политехнический институт (1967). Работал в Физико-техническом институте низких температур им. Б. И. Веркина Национальной академии наук Украины, последняя должность — ведущий научный сотрудник. Доктор физико-математических наук, профессор, старший научный сотрудник. Кандидатскую диссертацию защитил в 1973, научный руководитель - Радий Николаевич Гуржи. Докторская диссертация:
- Копелиович, Александр Ильич. Механизмы низкотемпературной электронной релаксации в чистых металлах: диссертация … доктора физико-математических наук : 01.04.07 / АН УССР. Физ.-техн. ин-т низких температур. — Харьков, 1987. — 351 с. : ил. Физика твердого тела.

Лауреат Государственной премии Украины.
Умер 12 февраля 2018 года.

## Научная деятельность
Основное направление научной работы – теоретические исследования электронных характеристик металлов и низкоразмерных проводников при низких температурах. В частности, А.И. Копелиовичем была развита теория оптических свойств металлов с учётом виртуальных межзонных переходов. Он построил теорию динамических явлений в неоднородной спин – поляризованной  электронной жидкости. Была развита теория статического скин - эффекта в металлах при диффузном рассеянии электронов на поверхности, построена теория процессов импульсной релаксации в двумерных проводниках.

## Избранные публикации
1. R.N. Gurzhi, A.I. Kopeliovich, and S.B. Rutkevich "Kinetic Properties of Two-Dimensional Metal Systems" (Adv. Phys., V.36 (1987)).
2. R.N. Gurzhi, A.N. Kalinenko, A.I. Kopeliovich, Electron-Electron Collisions and a New Hydrodynamic Effect in Two -Dimensional Electron Gas, Phys. Rev. Lett., 72, 3872 (1995).
3. R.N. Gurzhi, A.N. Kalinenko, A.I. Kopeliovich, The Theory of Kinetic Effects in Two-Dimensional Degenerate Gas of Colliding Eletrons, Fiz. Nizk. Temp., 23, 58 (1997) [Low Temp. Phys., 23, 44, (1997)].
4. A.V. Yanovsky, H.. Predel., H.. Buhmann, R.N. Gurzhi, A.N. Kalinenko, A.I. Kopeliovich, L.W. Molenkamp, Angle-Resolved Spectroscopy of Electron-Electron Scattering in a 2d System, Europhys. Lett., 56, 709 (2001).
5. R.N. Gurzhi, A.N. Kalinenko, A.I. Kopeliovich, A.V. Yanovsky, E.N. Bogachek, and Uzi Landman, Spin-Guide Source of High Spin-Polarized Current, Phys. Rev. B 68, 125113 (2003).
6. R.N. Gurzhi, A.N. Kalinenko, A.I. Kopeliovich, A.V. Yanovsky, E.N. Bogachek, and Uzi Landman, Influence of Electron-Electron Scattering on Spin-Polarized Current States in Magnetic Wrapped Nanowires, Fiz. Nizk. Temp., 29, 809 (2003) [Low Temp. Phys. 29 606 (2003)].
7. R.N. Gurzhi and A.I. Kopeliovich "Low Temperature Electric Conductivity of Pure Metals" (Uspekhi. Fiz. Nauk, v.133 (1981)).
8. Копелиович А. И. К теории электропроводности тонкой металлической пластины в сильном магнитном поле. ЖЭТФ, 1980, т.78, вып. З, с.987-1007.